# Yuki Uchida
Pour les articles homonymes, voir Uchida.
Yuki Uchida (内田有紀) est une actrice et chanteuse japonaise née le 16 novembre 1975 à Tokyo. Populaire Idol des années 1990, elle est plus connue en Occident pour ses rôles dans des adaptations de séries manga.

## Biographie
Yuki Uchida commence une carrière de mannequin et d'actrice en 1992, remarquée pour son allure particulière avec ses cheveux courts et sa voix rauque, et interprète notamment en 1994 le rôle de l'héroïne du drama Toki o Kakeru Shojo aux côtés de la débutante Namie Amuro, nouvelle adaptation du roman culte La Traversée du temps. Elle entame ensuite une carrière de chanteuse, entre 1994 et 1999, avec plusieurs tubes composés par Tetsuya Komuro, dont Only You et Baby's Growing Up en 1995, et détient pendant longtemps le record de ventes d'un premier disque par une chanteuse débutante, jusqu'au débuts de Erika en 2006. Elle tourne en parallèle dans de nombreux films et dramas, souvent dans un des rôles principaux. Elle est notamment la vedette des premières adaptations "live" au cinéma des célèbres mangas Hana yori dango en 1995, dans le rôle de l'héroïne Makino, et Cat's Eye (anime Signé Cat's Eyes) en 1997, dans le rôle d'une des trois héroïnes, Ai (Alex en français). Elle anime aussi pendant 7 ans sa propre émission de radio hebdomadaire, Yozora ni YOUKISS!, d'avril 1994 à mars 2001 sur Nippon Broadcasting.
Après avoir été la vedette d'une nouvelle adaptation de manga dans le drama Big Wing en 2001, Yuki Uchida se retire de la scène en plein succès à l'occasion de son mariage avec l'acteur Hidetaka Yoshioka en 2002. Mais elle divorce en 2006, et après 10 ans d'absence du grand écran, elle fait son retour au cinéma en 2007 dans le rôle principal de Quiet room ni yôkoso (Welcome to the Quiet Room), film se déroulant dans un hôpital psychiatrique, dans lequel elle apparait dans toutes les scènes. Elle fait aussi cette année-là une apparition dans le film Kantoku Banzai! de Takeshi Kitano, et elle recommence à jouer dans des adaptations de manga à succès avec les drama Bambino! et Iryu: Team Medical Dragon (2e série) en 2007, puis Kami no Shizuku (Les Gouttes de Dieu) en 2009. Elle joue également cette année-là dans le film Zen aux côtés de Tatsuya Fujiwara, lui-même héros des films adaptés du manga Death Note.

## Discographie

### Albums
Originaux
- 8 février 1995 : Junjō Karen Otome Moyō (純情可憐乙女模様?)
- 21 septembre 1995 : Mi-Chemin
- 22 novembre 1995 : Merry Christmas for You (mini-album)
- 23 mars 1996 : Ai no Baka (愛のバカ?)
- 10 octobre 1996 : Nakitakunalu

Compilations
- 3 décembre 1997 : Present
- 7 juillet 2010 : Uchida Yuki Perfect Best (内田有紀 パーフェクト・ベスト?)

### Singles
- 21 octobre 1994 : Tenca wo Torō! -Uchida no Yabō- (TENCAを取ろう~内田の野望?)
- 5 avril 1995 : Ashita wa Ashita no Kaze ga Fuku (明日は明日の風が吹く?)
- 21 avril 1995 : Only You
- 19 août 1995 : Baby's Growing Up
- 24 janvier 1996 : Shiawase ni Naritai (幸せになりたい?)
- 17 juillet 1996 : Ever & Ever (Uchida Yuki & m.c.A.T)
- 21 février 1997 : Aishiteru (「アイシテル」?)
- 21 mai 1997 : Da.i.su.ki.
- 23 septembre 1998 : Heartbreak Sniper
- 25 août 1999 : Rakuen (楽園?)
- 13 octobre 1999 : Rakuen ~Memorial Tracks~ (楽園...?)

### Vidéos
- Mars 1993 : Visual Queen of The Year '93: Yuki Uchida - La Palette (modèle)
- Février 1996 : Yuki Uchida 1995 Concert Uchida's love show (live)
- Novembre 1996 : No make (live)
- Février 1997 : Yuki Uchida Concert 1996 "nakitakunalu"  (live)
- Février 1998 : Yuki Uchida Concert Tour 1997 "MINNA DA I SU KI" (live)

## Filmographie

### Films
- 1995 : Hana Yori Dango (花より男子?)
- 1997 : Cat's Eye
- 1998 : Beat
- 2007 : Kantoku Banzai! - Glory to the Filmmaker! (監督・ばんざい!?)
- 2007 : Quiet Room ni Yôkoso - Welcome to the Quiet Room (クワイエットルームにようこそ?)
- 2009 : Zen (禅 ZEN?)
- 2010 : Odoru Daisosasen, the Movie 3 - Yatsura o Kaihôse yo! (踊る大捜査線 THE MOVIE 3 ヤツらを解放せよ!?)
- 2010 : Bakamono (ばかもの?)
- 2012 : Odoru Daisōsasen The Final : Arata Naru Kibō (踊る大捜査線 THE FINAL 新たなる希望?, alias Bayside Shakedown The Final)
- 2013 : Ore Ore (俺俺?, alias It's me, It's me)
- 2017 : Saiki Kusuo no Sainan (斉木楠雄のΨ難)

Doublage
- 2015 : Ant-Man : voix de Hope Van Dyne, jouée par Evangeline Lilly

### Télévision
- 1992 : Sono Toki, Heart wa Nusumareta (その時、ハートは盜まれた?)
- 1993 : Hitotsu Yane no Shita (ひとつ屋根の下?)
- 1993 : If Moshimo (If もしも?)
- 1993 : Jajauma Narashi (じゃじゃ馬慣らし?)
- 1994 : Aogeba Tōtoshi (仰げば尊し?)
- 1994 : Yonimo Kimyō na Monogatari '94 Fuyu no Tokubetsu hen "Kokoro no Koe ga Kikoeru" (世にも奇妙な物語 94'冬の特別編「心の声が聞こえる」?)
- 1994 : Toki o Kakeru Shojo (時をかける少女?)[1]
- 1994 : Jū nana sai (17才?)
- 1994 : Hanjuku Tamago (半熟卵?)
- 1996 : Campus Note (キャンパス・ノート?)
- 1996 : Tsubasa wo Kudasai! (翼をください!?)
- 1998 : Akimahende! (あきまへんで！?)
- 1998 : Odoru Daisosasen Bangaihen - Wangansho fukei monogatari shoka no kôtsûanzen special (踊る大捜査線 番外編湾岸署婦警物語 初夏の交通安全スペシャル?)[2]
- 1999 : Amai Seikatsu (甘い生活。?)
- 1999 : Kôri no Sekai (氷の世界?)
- 2000 : Tenshi ga Kieta Machi (天使が消えた街?)
- 2000 : Namida o Fuite (涙をふいて?)
- 2001 : Big Wing (ビッグウイング?)
- 2002 : Kita no Kuni kara 2002 Yuigon (北の国から2002 遺言?)
- 2006 : Dare Yorimo Mama wo Ai su Kamon Yuki (誰よりもママを愛す?)
- 2007 : Maguro (マグロ?)
- 2007 : Matsumoto Seichō Special Chihōshi o Kau Onna (松本清張スペシャル・地方紙を買う女?)
- 2007 : Bambino! (バンビーノ!?)
- 2007 : Iryu 2 (Team Medical Dragon 2) (医龍-Team Medical Dragon-2?)
- 2008 : Innocent Love (イノセント・ラヴ?)
- 2008 : Yonimo Kimyō na Monogatari '08 Aki no Tokubetsu hen "Body Rental" (世にも奇妙な物語 08'秋の特別編「ボディレンタル」?)
- 2009 : Kami no Shizuku (神の雫?)[3]
- 2009 : Gyne - Sanfujinka no Onna Tachi (ギネ 産婦人科の女たち?)
- 2010 : Kenji Onijima Heihachiro (検事・鬼島平八郎?)
- 2011 : Taisetsu na koto wa subete kimi ga oshiete kureta (大切なことはすべて君が教えてくれた?)
- 2011 : Don Quixote (ドン★キホーテ?)
- 2011 : Kikyō (帰郷?)
- 2012 : Saigo Kara Nibanme no Koi (最後から二番目の恋?)
- 2012 : Hayami San to Yobareru Hi Special Zenpen (早海さんと呼ばれる日スペシャル 前編?)
- 2012 : Mirai Nikki : Another World (未来日記-ANOTHER:WORLD-?)
- 2012 : Bayside Shakedown : The Last TV Salary Man Keiji to Saigo no Nanjiken (踊る大捜査線 THE LAST TV サラリーマン刑事と最後の難事件?)
- 2012-2014 : Doctor-X : Gekai Daimon Michiko (ドクターX〜外科医・大門未知子〜?)
- 2013 : Kaen Kita no Eiyū Aterui Den (火怨・北の英雄 アテルイ伝?)
- 2013 : Saki (サキ?)
- 2013 : Doubles : Futari no Keiji (ダブルス〜二人の刑事?)
- 2014 : Gunshi Kanbei (軍師官兵衛?)
- 2014 : Zoku Saigo Kara Nibanme no Koi (続・最後から二番目の恋?)
- 2015 : Dr.Rintarō (Dr.倫太郎?)

## Albums photos
- Visual Queen of the Year '93 (collectif)
- YUKISS (1994)
- Yuki to tsuki to taiyo to (有紀と月と太陽と?) (1995)
- Yozora ni Youkiss! (夜空に YOUKISS!?) (1996)